# Gouramangi Singh
Gouramangi Singh (Imphal, India, 25 de enero de 1986) es un exfutbolista de la India que jugaba en la posición de defensa central. Actualmente es entrenador asistente del FC Goa de la Superliga de India.

## Carrera

### Club
| Periodo   | Club                 |
| --------- | -------------------- |
| 2004-2005 | Mohun Bagan AC       |
| 2005–2006 | Mahindra United      |
| 2006–2007 | Sporting Goa         |
| 2007–2012 | Churchill Brothers   |
| 2012–2013 | Prayag United        |
| 2013–2014 | Rangdajied United    |
| 2014–2015 | Chennaiyin FC        |
| 2015      | → Bharat FC (cedido) |
| 2015–2016 | FC Pune City         |
| 2017      | DSK Shivajians       |
| 2017–2018 | NEROCA FC            |

### Selección nacional
Jugó para India en 71 ocasiones de 2006 a 2013 y anotó siete goles; participó en la copa Mundial de Fútbol Sub-20 de 2005, los Juegos Asiáticos de 2006, la Copa Desafío de la AFC 2008 y la Copa Asiática 2011.

## Logros

### Club
- National League 2004-05 (Dempo SC) ; 2005–06 (Mahindra United)
- I-League: 2008-09
- Federation Cup Champions 2004-05 (Dempo SC) ; 2005–06 (Mahindra United)

### Selección nacional
- AFC Challenge Cup: 2008
- SAFF Cup: 2011
- Copa Nehru: 2007, 2009,[4] 2012

### Individual
- Futbolista Hindú del Año: 2010[5][6]
- Mejor Defensa de la I-League: 2008–09.